# Crocidura hutanis
Crocidura hutanis is een spitsmuis uit het geslacht Crocidura die voorkomt in de laaglandregenwouden van Sumatra, tot op 600 m hoogte. De soortaanduiding is afgeleid van het Indonesische woord hutan "bos". Deze soort is verwant aan de Javaanse soorten C. brunnea en C. orientalis. C. hutanis is een middelgrote, donkerbruine spitsmuis met een korte staart en lange voeten. De kop-romplengte bedraagt 72 tot 83 mm, de staartlengte 51 tot 61 mm, de achtervoetlengte 13,3 tot 15 mm en het gewicht 10 tot 12 g. Het karyotype bedraagt 2n=36-38, FN=54.